# The Fallen Empire
The Fallen Empire è il terzo album studio della band power metal finlandese Altaria, pubblicato nel 2006 per la Metal Heaven.

## Tracce
01 Disciples – 6:12
02 Valley of Rainbows – 4:21
03 Abyss of Twilight – 4:54
04 Frozen Hearts – 4:39
05 Crucifix – 3:27
06 Showdown – 3:38
07 The Lion – 4:57
08 Outlaw Blood – 4:12
09 Chosen One – 4:12
10 Access Denied – 5:20
11 The Dying Flame (bonus track per la versione europea)
12 Metality (bonus track per la versione giapponese)

## Formazione
Taage Lahio - voce
J-P Alanen - chitarra
Marko Pukkila - basso
Tony Smedjebacka - batteria